# Roseline d'Oreye
Roseline d'Oreye, née le 11 août 1979 à Bruxelles, est une illustratrice et peintre belge.
Diplômée de l'Ecole Supérieure des Beaux-arts Saint-Luc en section Illustration à Liège,, elle a également suivi plusieurs formations d'art thérapie,.
Inspirée par ses nombreux voyages depuis le début des années 2000, cette artiste plasticienne possède de nombreuses contributions dans des domaines variants du textile aux livres, en passant par la peinture.

## Biographie
Roseline Jacqueline Ferdinande d'Oreye de Latremange est la cadette d'une famille composée de quatre filles,. Sa passion pour le dessin, apparue dès l'enfance, la destine à des études d'art, complétées ensuite par un apprentissage de la pédagogie. Diplômée en 2004, elle commence sa carrière en tant que professeure d'arts plastiques à mi-temps dans un lycée du Brabant Wallon, où elle restera durant 10 ans,. Parallèlement à cette activité, elle deviendra illustratrice de nombreux livres pour enfants,,,.
C'est également durant cette période qu'elle entamera de nombreux voyages à travers le monde,. Son carnet de dessins l'accompagnera au cours de ses différentes épopées,. C'est sur la base de ces croquis que l'artiste créera ses premiers Carrés de Soie, grandes bandes de textile destinées à l'habillement et sur lesquelles sont apposés diverses illustrations,. Ces derniers seront entre autres présentés dans un showroom à Dubaï dans le cadre d’une mission économique organisée par hub.brussels et visant à promouvoir l’urbanisme, la culture et l’art bruxellois,. 
Des collaborations entre la dessinatrice et plusieurs enseignes de la mode, notamment dans un premier temps Anne Sophie ou Zagapali et plus tard la Maison Degand (mode de luxe pour hommes) et la Maison Natan (haute couture féminine), ont eu lieu avec des concepts similaires, comme la personnalisation de pièces en cuir ou en soie. Des compagnies de cosmétiques telles Sisley Paris font également appel à l'illustratrice pour le packaging de leurs produits. 
Outre le côté purement esthétique de l'art, Roseline d'Oreye emploie également cette discipline dans la continuité du développement personnel et de la guérison. Formée à l'art thérapie, elle se sert de ses talents artistiques pour améliorer l'état psychologique et émotionnel de ses patients,. 

## Œuvres

### Jeunesse
- Le Plus Beau Cadeau du Monde, L'École des loisirs, 2006
- Un Crocodile dans le Ventre, L'École des loisirs, 2008
- Saphir, Jardinier des Saisons, Asteline, 2008
- La Chaussette, Asteline, 2010
- La Petite Chercheuse de Rêves, Asteline, 2010
- Chez Moi, Lire au monde, 2016
- Alistair, le Chevalier de Lumière, Autopublication, 2016
- Sans Étiquette, Lire au monde, 2017
- Teddy et les Totems Patraques, Koorachoo, 2017
- Pour Toujours, Lire au monde, 2018
- Skully et les zampoules zéteintes, Koorachoo, 2018

En outre, divers livres pour enfants ont été réalisés par l'illustratrice en complément des promenades théâtrales de Kerstmagie.

### Adulte
- Les Eaux de mon Puits, Éditions Mols, 2003
- Lettre à mes Grands Petits-Enfants Quel est ce désir qui nous invite à l’amour ?, Éditions Mols, 2004
- Libres et Folles d’Amour, Les béguines du Moyen-Âge, Éditions Mols, 2007
- Carnet de Voyage - Togo, Autopublication, 2009
- À la Vie, À la Lune, Asteline, 2010
- KoneKto - Cartes de Communication Relationnelle, Éditions Le Souffle d'Or, 2016
- Les Cartes du Corps, Éditions Le Souffle d'Or, 2017
- WonderFul Women, Éditions WoWo, 2017
- Rituels de femmes pour s'initier à la communication amoureuse, Éditions Trédaniel, 2019